# Artémise Ire
Pour les articles homonymes, voir Artémise.
Artémise Ire (grec ancien : Ἀρτεμισία) est une des reines de l'ancienne cité grecque d'Halicarnasse en Carie (l'actuelle ville de Bodrum en Turquie) au Ve siècle av. J.-C. Elle gouverne sous la suzeraineté de l'Empire des Achéménides et participa à plusieurs batailles navales dont celles de l'Artémision, de l'Eubée et de Salamine.

## Biographie
Artémise est aujourd'hui principalement connue au travers des écrits d'Hérodote, et plus particulièrement dans les livres VII (Polymnia) et VIII (Urania) de ses Histoires. Son père était Lygdamis, satrape d'Halicarnasse et sa mère, dont on ne connait pas l'identité, était originaire de Crète. Artémise s'empara du trône et de la fonction de tyran à la mort de son mari car son fils, Pisindelis, était alors encore un « jeune homme d’une vingtaine d’années » selon certains ou « en bas âge » selon d'autres. Reine d'Halicarnasse, elle régna également sur les îles de Cos, de Nisyros et de Calymnos. Considérée « tout à la fois [comme] une merveille, une curiosité, voire une bizarrerie ou un monstre », Artémise Ire est devenue célèbre pour sa participation à la campagne de Xerxès Ier, roi de Perse, lors de la seconde guerre médique contre les Grecs, guerre durant laquelle elle se distingua à la bataille de Salamine en -480 où elle commanda cinq navires qualifiés comme, « après ceux des Sidoniens, les plus réputés » par Hérodote.

### La bataille de Salamine

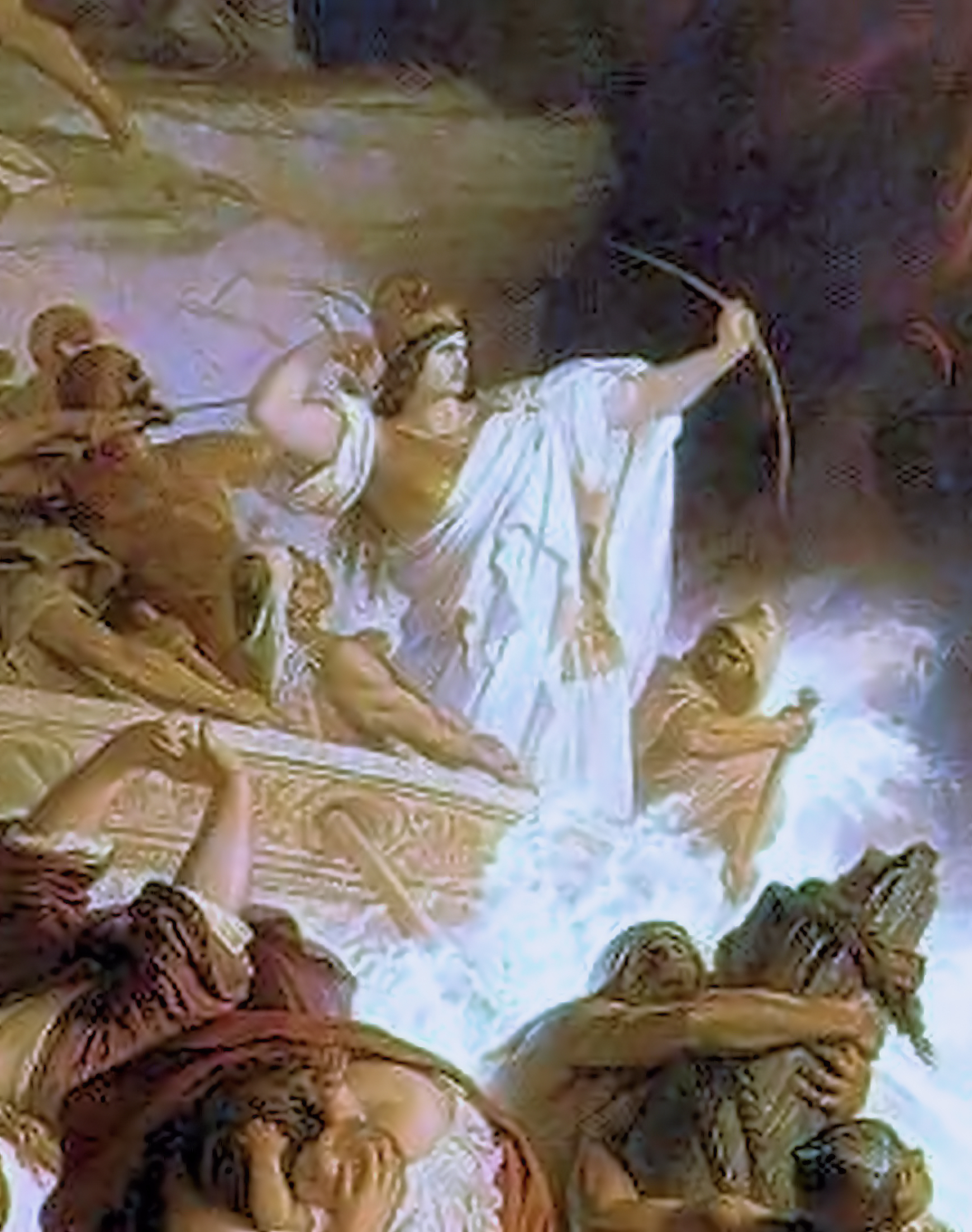
Artémise Ire, à la bataille de Salamine, décochant des flèches aux Grecs (détail d'une toile de Wilhelm von Kaulbach).

Avant la bataille de Salamine, elle préconisa au Grand Roi d'éviter le combat (« ménage tes vaisseaux, ne livre pas de combat naval ; car ces hommes sont sur mer autant supérieurs aux tiens que les hommes le sont aux femmes », « Si, au contraire, tu te presses de livrer combat sur le champ, je crains qu’une défaite de l’armée navale n’ait pour l’armée de terre de fâcheuses conséquences. ») puis, ses conseils ayant été écartés, elle participa à la bataille et se démarqua par sa bravoure et sa pugnacité. Les Grecs auraient d'ailleurs pensé de cette reine qu'elle « était une sorte d’Amazone de la mer ».
C'est un événement en particulier, relaté seulement par Hérodote, qui a construit l'image d'Artémise en tant que stratège et guerrière accomplie. En effet, lors de cette bataille, alors qu'elle était poursuivie par un navire athénien mené par Ameinias de Pallène (en), elle fit le choix d'une entreprise risquée tout en faisant « preuve de mètis » afin de sauver son navire et son équipage. Cette décision consistait à s'attaquer au vaisseau du roi de Calynda (en), Damasithymos, pourtant lui aussi allié des Perses, trahissant ainsi ses propres alliées.

Dans ses textes, Hérodote admet lui-même ne pas savoir si le roi fut une victime collatérale de cette ruse ou si Artémise avait un contentieux avec lui : 

« Si elle avait eu quelque différend avec lui pendant qu’ils étaient encore du côté de l’Hellespont, je ne peux pas, quant à moi, l’affirmer ; pas non plus si elle agit avec préméditation ou si ce fut par hasard que le vaisseau calyndien se trouva sur sa route. »

Toujours est-il que le navire du roi sombra , et, ayant vu cela, Ameinias partit croyant Artémise du côté des Athéniens. Il ne fut pas le seul trompé par le stratagème de la reine d'Halicarnasse puisque Xerxès Ier qui « assista à la bataille assis au pied du mont Aigaléos, qui fait face à Salamine », pensa qu'elle avait coulé un navire ennemi. À cette occasion le roi de Perse aurait d'ailleurs dit : « Les hommes à mon service sont devenus des femmes, et les femmes des hommes ! ».
L’absence de survivant joua un rôle important dans cette histoire, puisque personne ne put demander des comptes à Artémise sur ses actions. Ces dernières auraient été également impossibles si les navires avaient été plus identifiables, si, par exemple « le navire d’Artémisia [avait] port[é] un emblème (épisème) explicite ».
Lors de cette même bataille, Artémise repêcha en particulier le corps d'Ariabignès, l'un des frères et amiraux de Xerxès, et le porta au souverain.
Selon une anecdote rapportée par Polyen, Xerxès offrit ainsi à Artémise une armure grecque complète tandis qu'il envoya une quenouille et un fuseau à l'amiral de la flotte athénienne.

### Après la bataille de Salamine
Après la défaite des Perses, Xerxès interrogea ses officiers sur la conduite à tenir hésitant entre mener ses troupes vers le Péloponnèse lui-même ou se retirer de Grèce en laissant son général Mardonios en charge.
Afin de résoudre son dilemme, il demande conseil auprès d'Artémise, « parce qu'il lui apparaissait que, dans une circonstance précédente, elle seule avait eu l'idée de ce qu'il convenait de faire. ». Artémise lui suggéra alors de se retirer en Asie Mineure, en Perse, et soutint le plan de Mardonios, qui avait demandé 300 000 soldats avec lesquels il comptait attaquer les Grecs en l’absence de Xerxès, car cette option présentait deux avantages :
1. En cas de réussite, Xerxès pourrait affirmer que cette victoire était la sienne puisque « ce s[eraient] [s]es esclaves qui l'aur[aie]nt accomplie »[15].
2. En revanche, en cas d'échec, Artémise indiqua que « ce ne sera[it] pas un grand malheur »[15] car le roi serait alors en sécurité et qu'il ne s'agirait pas vraiment d'une victoire pour les Grecs puisqu'ils auraient seulement fait « périr [s]on esclave »[15], c'est-à-dire Mardonios.

Xerxès, enchanté par son conseil, le suivit. Il envoya Artémise à Éphèse pour qu’elle s’occupe de ses fils illégitimes. En échange de ses services, les terres d’Artémise prospérèrent de son alliance avec les Perses.

## Artémise et les Athéniens
À une époque où les femmes étaient majoritairement cantonnées à leur rôle d’épouse et de mère et n’étaient donc pas associées à la guerre et au gouvernement, la situation d’Artémise détonne. Sa présence lors de la bataille de Salamine, ainsi que ses exploits, se sont avérés être un problème « tant les Athéniens étaient indignés qu’une femme vînt faire la guerre à Athènes. ». C’est d’ailleurs pourquoi ils mirent à prix, à hauteur de 10 000 drachmes, la tête d’Artémise, ne pouvant « tolérer qu’une épouse, certes veuve, et une mère combatte contre eux ». Cette prime mentionnée par Hérodote souligne qu’au regard des Athéniens  « une femme ne peut être à la guerre que promesse de butin, prix de la victoire, destinée généralement à servir le vainqueur comme esclave. ». Dans cette bataille, en tant que femme, Artémise n’était pas considérée comme « une égale ».
Puisque Artémise faisait la guerre, elle a été assimilée aux Amazones et cette perception par les Athéniens et les Grecs en général s’explique, en partie, en raison des descriptions que l’on a d’elle : elle aurait porté « le costume typique des hommes perses, ressemblant aux vêtements des Amazones sur les vases peints grecs – une tunique à longues manches avec des motifs et un pantalon – et qu’elle était armée d’une dague et d’une épée. ».

## Opinions de contemporains

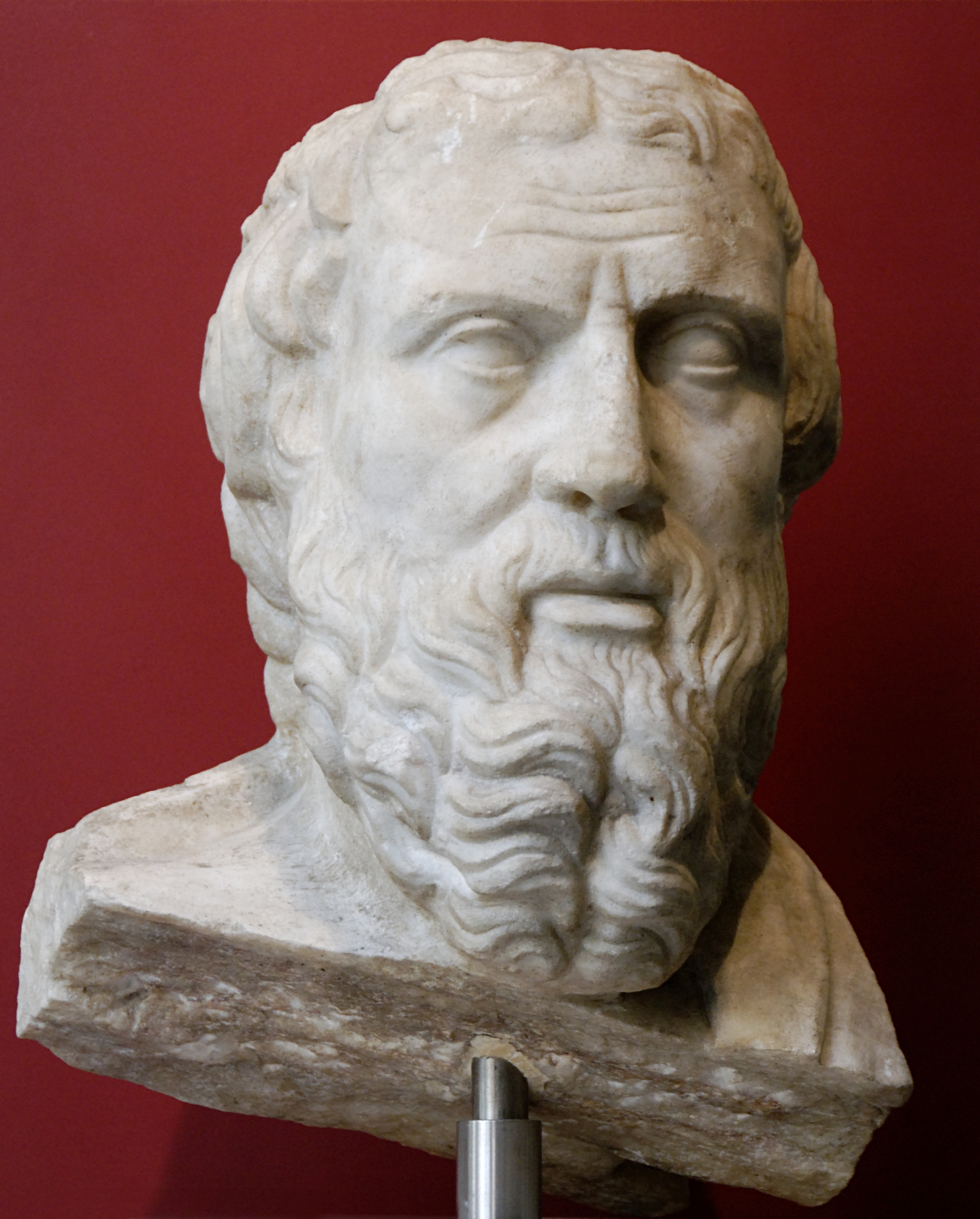
Copie d'un portrait posthume d'Hérodote datant du, palais Massimo alle Terme.

Hérodote semble avoir dans ses textes une opinion favorable d’Artémise (qui était d'« une génération son ainée ») malgré son rôle et son soutien à la Perse lors de la Seconde Guerre médique. Tout comme Polyen, il vante sa combativité et son intelligence, mettant aussi l'accent sur son influence auprès de Xerxès. Toutefois, certains auteurs reprochent à Hérodote un manque de discernement car lui-même était originaire d'Halicarnasse. De plus, bien qu'il raconte cet épisode avec force détails, il est important de souligner qu'il n'a pas pu y assister, puisqu'il naquit durant l'année où cette bataille a eu lieu.
En plus de l'opinion des auteurs, nous pouvons grâce à eux nous faire une idée de celle de Xerxès. Ainsi Hérodote et Polyen rapportent l'admiration du roi quant aux avis d'Artémise (« quand on eut rapporté à Xerxès les opinions exprimées, il goûta fort celle d’Artémise ; et lui, qui la considérait déjà auparavant comme une femme de mérite, conçut alors pour elle bien plus d’estime. ») et son comportement à Salamine.
Polyen revient également sur sa ruse, rapportant la prise de la ville de Latmos. Elle plaça des soldats en embuscade près de la cité puis, accompagnée de femmes, d'eunuques et de musiciens, célébra un sacrifice sur l'autel de la Mère des Dieux, se trouvant à sept stades de la ville. Lorsque les habitants de Latmos vinrent admirer la magnifique procession, les soldats entrèrent dans la ville et en prirent possession.
Aristophane, quant à lui, mentionne le personnage d’Artémise dans sa pièce Lysistrata dans des vers déclamés par le Chœur des Vieillards : « Elles construiront encore des navires, entreprendront de combattre sur mer, de nous attaquer, comme Artémise ». Écrite en -411, la comédie antique Lysistrata nous montre par cette réutilisation de la figure d'Artémise, soixante-neuf ans après les événements de la bataille de Salamine, que la reine d'Halicarnasse a beaucoup marqué les esprits de ses contemporains.
Un discours apocryphe attribué à Thessalos, un fils d'Hippocrate, décrit les ravages qu'elle aurait commis dans l’île de Kos qui aurait refusé de se soumettre au roi Xerxès en -493. À cette occasion, elle aurait subi la colère divine, sa flotte subissant une tempête et son armée étant touchée par la foudre, tandis qu'elle-même était frappée d'hallucinations.
Une légende, rapportée par Photios quelque treize siècles plus tard, narre le fait qu'elle tomba amoureuse d'un certain Dardanos d'Abydos, mais cet amour n'était pas partagé. Aussi, furieuse, elle lui fit crever les yeux dans son sommeil et se jeta dans la mer du haut d'un cap rocheux, au sud de l'île de Leucade. C'est le « saut de Leucade ».

## Dans la culture populaire

### Cinéma

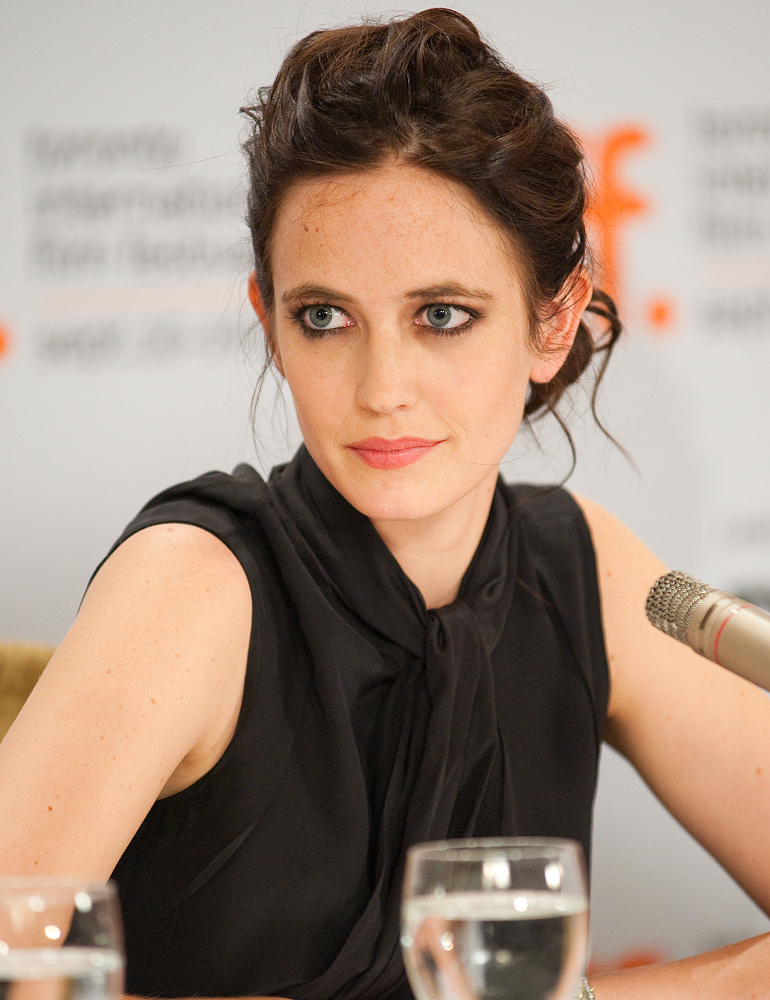
L'actrice française Eva Green incarne la reine Artémise Ire dans 300 : La Naissance d'un Empire.

En 1962, le rôle d'Artémise est interprété par Anne Wakefield dans le film La Bataille des Thermopyles.
En 2014, le rôle d'Artémise est interprété par Eva Green dans le film 300 : La Naissance d'un Empire, adaptation du roman de Frank Miller, Xerxes, et qui fait suite au film 300, centré sur la bataille des Thermopyles.
Dans ce dernier, Eva Green y incarne une « reine impitoyable et sexy », « d’une persuasion envoûtante et maléfique ». Interviewée à ce sujet par la revue Entertainment Weekly, l’actrice indique voir dans ce rôle une sorte de mixte entre « Lady McBeth et Cléopâtre », dont l’attraction pour son ennemi, Thémistocle, viendra se mêler au conflit. « Dans d’autres circonstances, ça aurait pu donner lieu à une histoire d’amour » analyse-t-elle.
L'histoire du personnage diffère sensiblement de celle racontée par les sources historiques. En effet, dans le film, Artémise est tuée d'un coup d'épée dans le ventre en combat singulier par Thémistocle lors de la bataille de Salamine, alors qu'Hérodote indique qu'elle parvient à prendre la fuite et conseille même Xerxès sur la suite des opérations.

### Littérature
Artémise figure dans le roman Creation de Gore Vidal, paru en 1981, qui dépeint les guerres grecques.

### Art contemporain
- Artémise Ire figure parmi les 1 038 femmes référencées dans l'œuvre d’art contemporain The Dinner Party (1979) de Judy Chicago. Son nom y est associé à Boadicée[28],[29].

### Hommages dans la marine
- Un contre-torpilleur iranien (persan : ناوشکن) construit sous la Dynastie Pahlavi fut nommé en son honneur.
- Le ferry grec Panagia Skiadeni était précédemment baptisé Artemisia (ainsi que Star A, Orient Star et Ferry Tachibana).

### Sources antiques
- Aristophane (M.-J. Alfonsi (ed.)), Théâtre complet, vol. II, Paris, 1966

- Hérodote (P.-E. Legrand (ed.)), Histoires, vol. VII, Paris, coll. « Collection des universités de France », 1951 (ISBN 978-2-251-00147-0)

- Hérodote (P.-E. Legrand (ed.)), Histoires, vol. VIII, Paris, coll. « Collection des universités de France », 1953, 266 p. (ISBN 978-2-251-00148-7)

### Études
- P.-E. Legrand, « À propos de l'énigme de Salamine », Revue des Études Anciennes, vol. 38, no 1,‎ 1936, p. 55–60 (DOI 10.3406/rea.1936.2869, lire en ligne, consulté le 10 octobre 2019)
- A. Mayor (trad. de l'anglais), Les Amazones : quand les femmes étaient les égales des hommes, VIIIe siècle av. J.-C.-Ier siècle apr. J.-C., Paris, la Découverte, 2017, 559 p. (ISBN 978-2-7071-9466-4)
- Violaine Sebillotte Cuchet, « Hérodote et Artémisia d’Halicarnasse. Deux métis face à l’ordre des genres athénien », Clio. Femmes, Genre, Histoire, no 27,‎ 1er janvier 2008, p. 15–33 (ISSN 1252-7017, DOI 10.4000/clio.7303, lire en ligne, consulté le 10 octobre 2019)
- Violaine Sebillotte Cuchet, « Artémise : l'Amazone qui a existé », L'Histoire, vol. n°340, no 3,‎ 2009, p. 26–27 (ISSN 0182-2411, lire en ligne, consulté le 20 novembre 2019)
- Violaine Sebillotte Cuchet, Artémise. Une femme capitaine de vaisseaux en Grèce antique, Paris, Fayard, 2022 (ISBN 978-2213718002)
- A. Tourraix, « Artémise d'Halicarnasse chez Hérodote, ou la figure de l'ambivalence », Collection de l'Institut des Sciences et Techniques de l'Antiquité, vol. 429, no 1,‎ 1990, p. 377–386 (lire en ligne, consulté le 10 octobre 2019)
- Violaine Sebillotte-Cuchet, Artémise, une femme capitaine de vaisseaux dans l'Antiquité grecque, Fayard, 2022.

### Sources radiophoniques
- « Épisode 2/4 : Artémise, une femme à la barre en mer Égée », sur France Culture, 14 juin 2022 (consulté le 12 juin 2022).